# 日本正教会

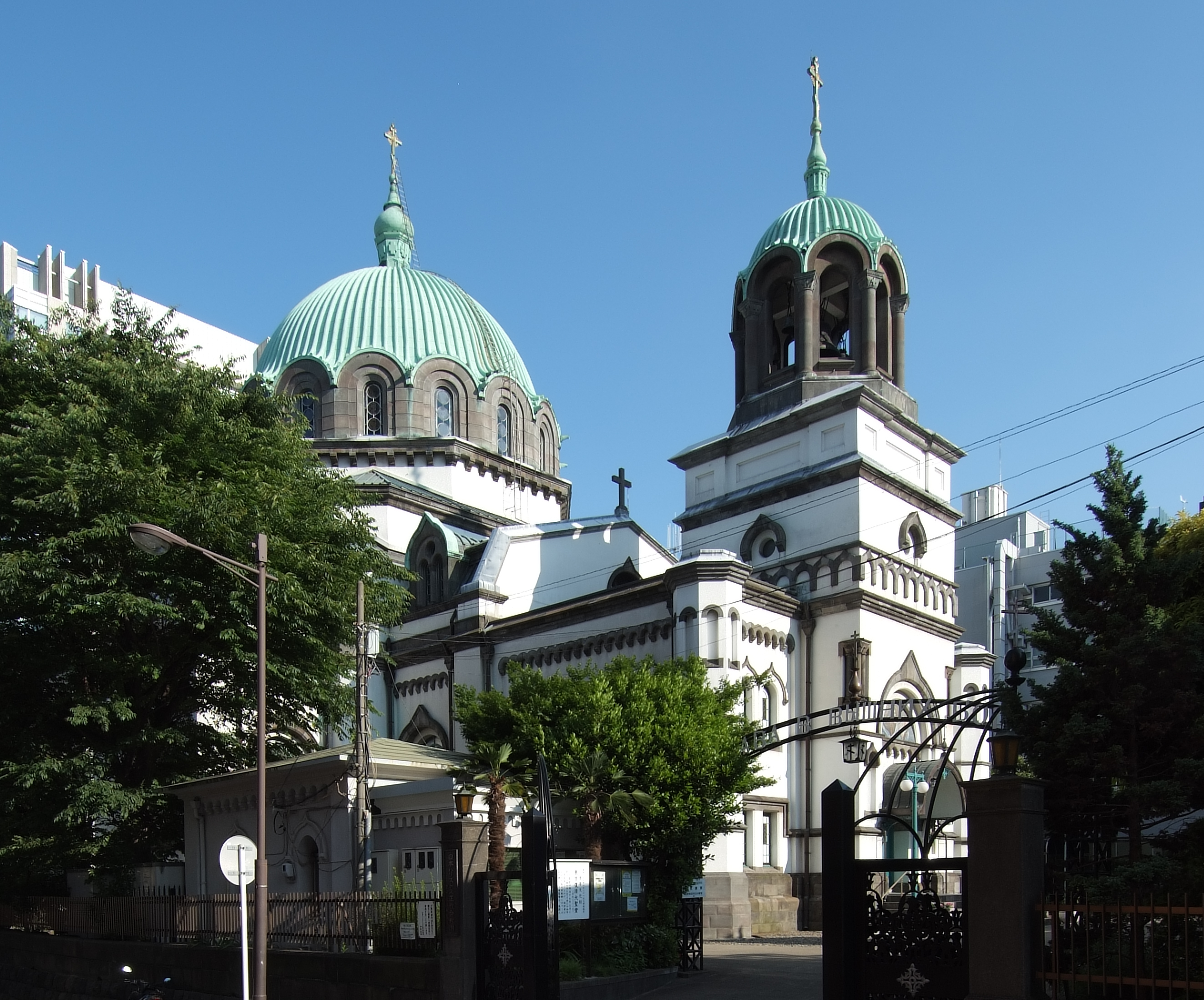
東京復活主教座堂

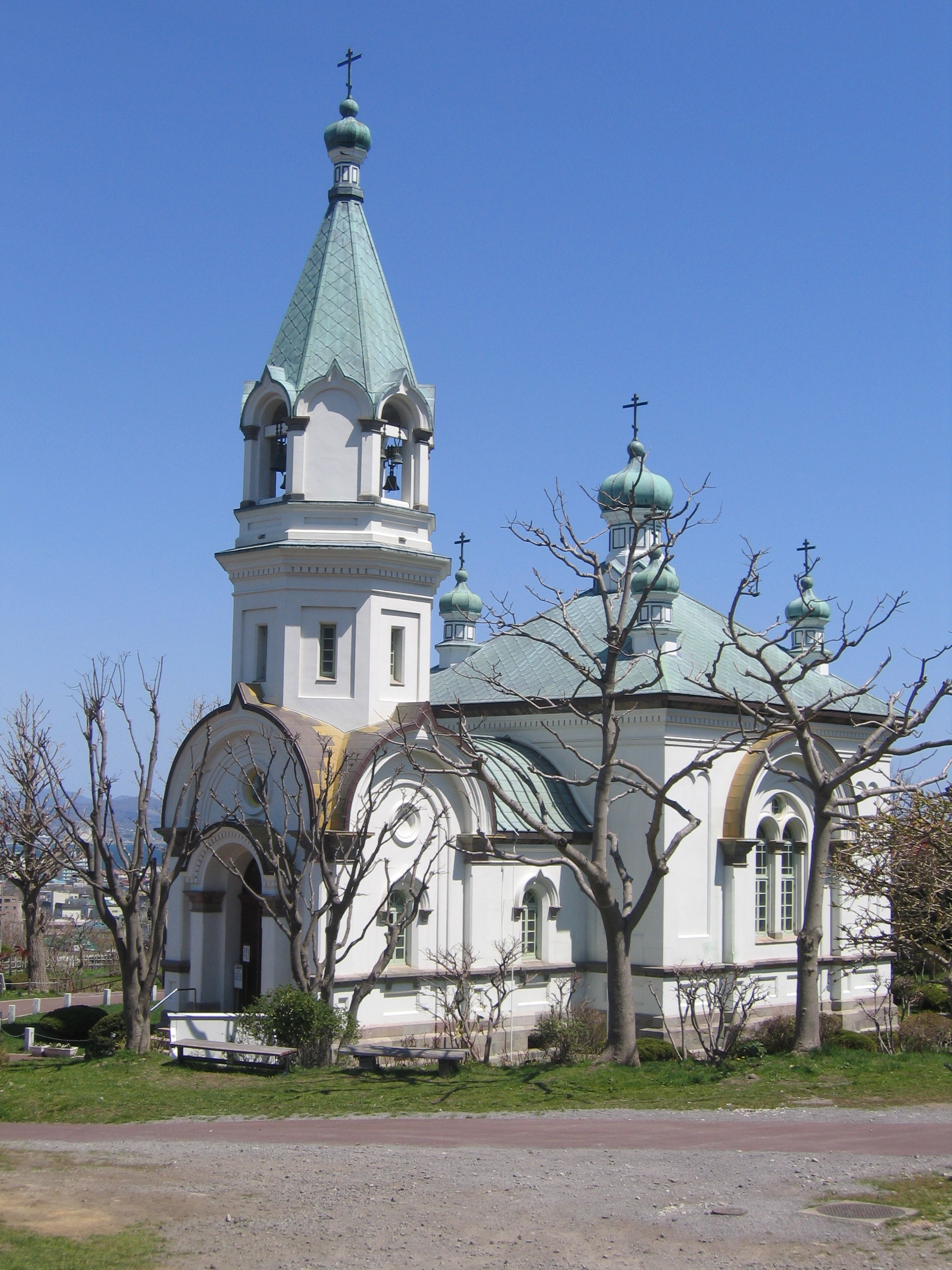
函館正教會

日本正教会（日语：／ Nihon Harisutosu Seikyoukai */?，略称：OCJ），是在俄罗斯正教会下的自治教会。

## 历史
东正教于十九世纪由日本的聖尼古拉（教名伊凡·德米特里耶维奇·卡萨德金）带入日本。1861年，他被俄罗斯正教会派往北海道函馆在俄罗斯领事馆的小礼拜堂中担任神父。
最早在1864年，有三位日本人改宗东正教。（虽然更早就有人已在俄罗斯皈依。）尼古拉在日俄战争期间仍留在日本传教，并被任命为日本正教会主教。1863年左右，他将教会本部迁移至东京。至1868年，日本正教会已有逾一万名信徒。1891年，尼古拉在东京神田建立了教堂，并在那里度过了他的余生。圣尼古拉还将新约全书及其他基督宗教著作翻译为日文。
早期的传教活动主要由俄罗斯正教会提供支持。然而随后的日俄战争及十月革命切断了援助，其后教会还被日本政府怀疑为俄罗斯充当间谍基地。
日本盟軍佔領時期，由于盟軍内斯拉夫及希腊後裔东正教信徒的需要，日本正教会有了复苏的迹象，并转为美国正教会管辖。即位在纽约的圣弗拉基米尔神学院毕业的神职人员成为了主教。后来经俄罗斯正教会允许，日本正教会重新回到俄罗斯正教会管辖之下。
2005年第一座东正教修道院在东京开设，由来自俄罗斯谢尔盖圣三一修道院的格拉希摩斯任院长。
2007年，日本正教会的领导者是丹尼尔都主教（原名主代郁夫），有超过3万信徒。